# قندان

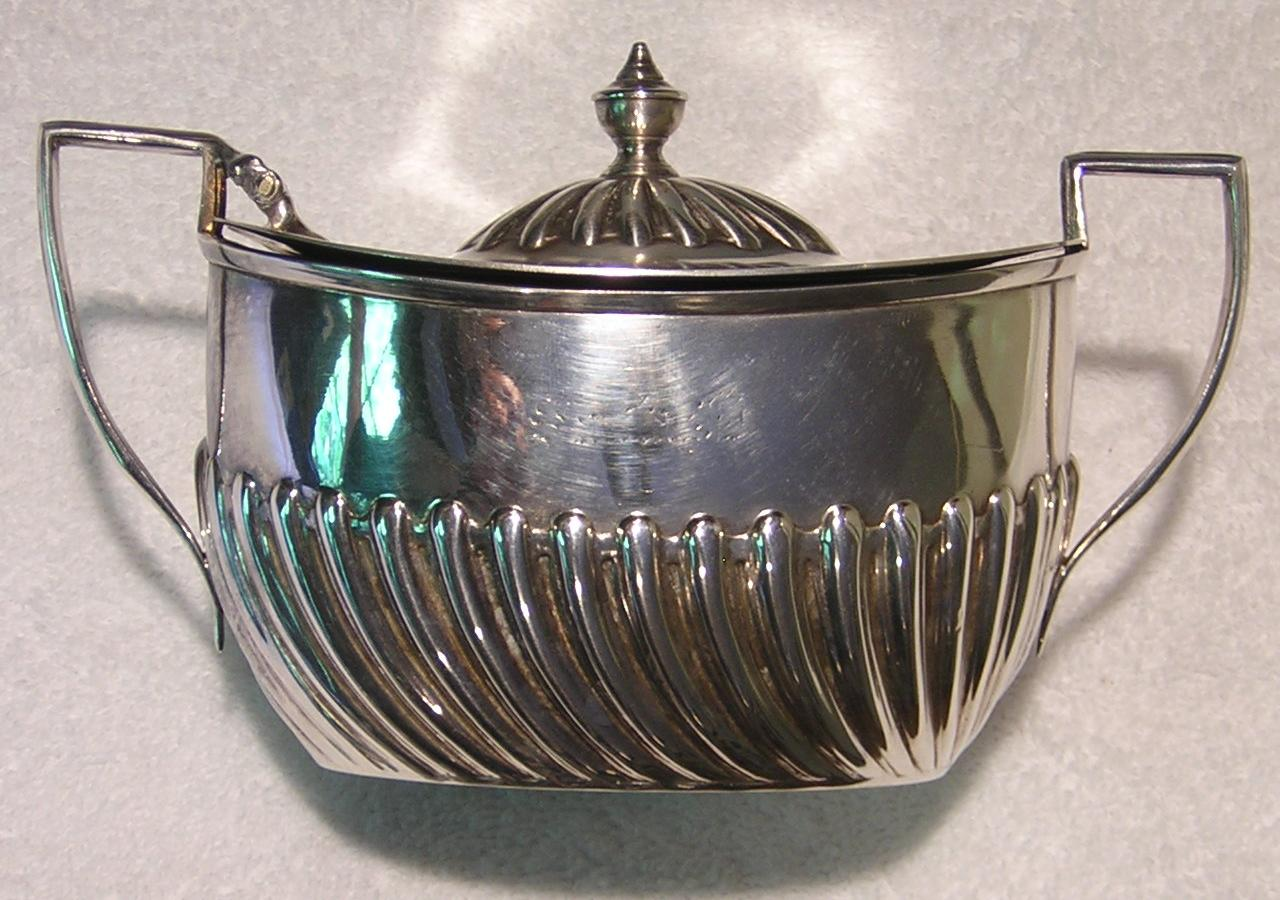
قندان استیل

قندان ظرفی در دار است برای نگهداری و پذیرایی حبه قند. ریشهٔ این کلمه هندی است.
در آذربایجان ایران قندانی باقدمت حدود دو هزار سال مربوط به دوره اشکانیان کشف شده‌است.